# AI (モデル)
AI（あい）はファッションモデル。
石川県出身。サトルジャパン所属。モデルとして活動する傍ら、ウォーキングスタイリストとして講師活動も行っている。

## 出演

### 雑誌
- marisol
- MISS
- Oggi
- an・an
- GINZA
- クロワッサン
- CREA
- VOCE

### CM
- FORD CF
- TMG（B'z松本孝弘シングル）「OH JAPAN OUR TIME IS NOW」

### 広告
- ユニクロ
- kakimoto arms
- 花王「エッセンシャルシャンプー」
- LOREAL「カラーリングスタイル剤」
- ワールド「ＩＮＤＩＶＩ」
- MAX FACTOR「イリュームシリーズ」
- ノエビア化粧品「メイクアップフェア」
- CASIO「Baby-G」
- NORTHWEST AIRLINE
- フェリシモ

### ショー・イベント
- GUCCI
- FENDI
- Christian Dior
- GIORGIO ARMANI
- FERRAGAMO
- GIANNI VERSACE
- Max Mara
- DKNY
- Calvin Klein
- GIVENCY
- LOEWE
- HIROKO KOSHINO
- YUKI TORII
- TIFFANY&Co.
- St.John
- ESCADA

他多数